# Duvalia maculata
Duvalia maculata är en oleanderväxtart som beskrevs av Nicholas Edward Brown. Duvalia maculata ingår i släktet Duvalia och familjen oleanderväxter. Inga underarter finns listade i Catalogue of Life.